# Руссе, Камиль
Камиль-Феликс-Мишель Руссе (фр. Camille'Félix-Michel Rousset,  Париж, 15 февраля 1821 — 19 октября 1892) — французский историк, член Французской академии (кресло 37); был историографом и архивариусом военного министерства; в 1870 году в качестве историографа главной квартиры сопровождал рейнскую армию во время франко-прусской войны. Брат журналиста, фотографа и издателя Ильдефонса Руссе (1817—1878).
С 1841 года преподавал в парижском коллеже Сен-Луи, с 1843 года в Гренобле, с 1845 года в королевском коллеже Бурбон. Похоронен на кладбище города Сен-Гобен.